# Plus ça va, moins ça va
Pour plus de détails, voir Fiche technique et Distribution.
Plus ça va, moins ça va est un film français de Michel Vianey sorti en 1977.

## Synopsis
Enquêtant sur l'homicide d'une adolescente dans l'arrière pays de Cannes, deux inspecteurs de police facétieux et racistes croisent une série d'individus pittoresques : un producteur de cinéma, une vedette hollywoodienne, un écrivain, un majordome homosexuel, un travailleur immigré, un jardinier jaloux, quelques faux cow-boys, quelques faux Indiens et une ou deux starlettes...

## Fiche technique
- Réalisation : Michel Vianey
- Scénario et adaptation : Michel Vianey
- Assistant réalisateur : Alain Bonnot
- Musique : Mort Shuman
- Image : Georges Barsky
- Montage : Marie-Sophie Dubus
- Genre : comédie policière
- Pays :  France,  Espagne
- Durée : 100 min
- Date de sortie : 17 août 1977
- Film interdit aux moins de 12 ans
- Affiche : René Ferracci (France)

## Distribution
- Jean-Pierre Marielle : l'inspecteur Pignon
- Jean Carmet : l'inspecteur Melville
- Niels Arestrup : Vincent, le jardinier
- Henri Garcin : Édouard Jesufard
- Caroline Cartier : Sylvia Rastadelle
- Mort Shuman : Francis Million, le producteur
- Louis Jourdan : Paul Tango, l'acteur
- Nadiuska : Zuka
- Helga Liné : Annie
- Abderrahmane El Kebir : l'ouvrier maghrébin
- Tomás Picó : le majordome homosexuel
- Máximo Valverde : l'écrivain